# St.-Nikolaus-Kathedrale (Mariupol)

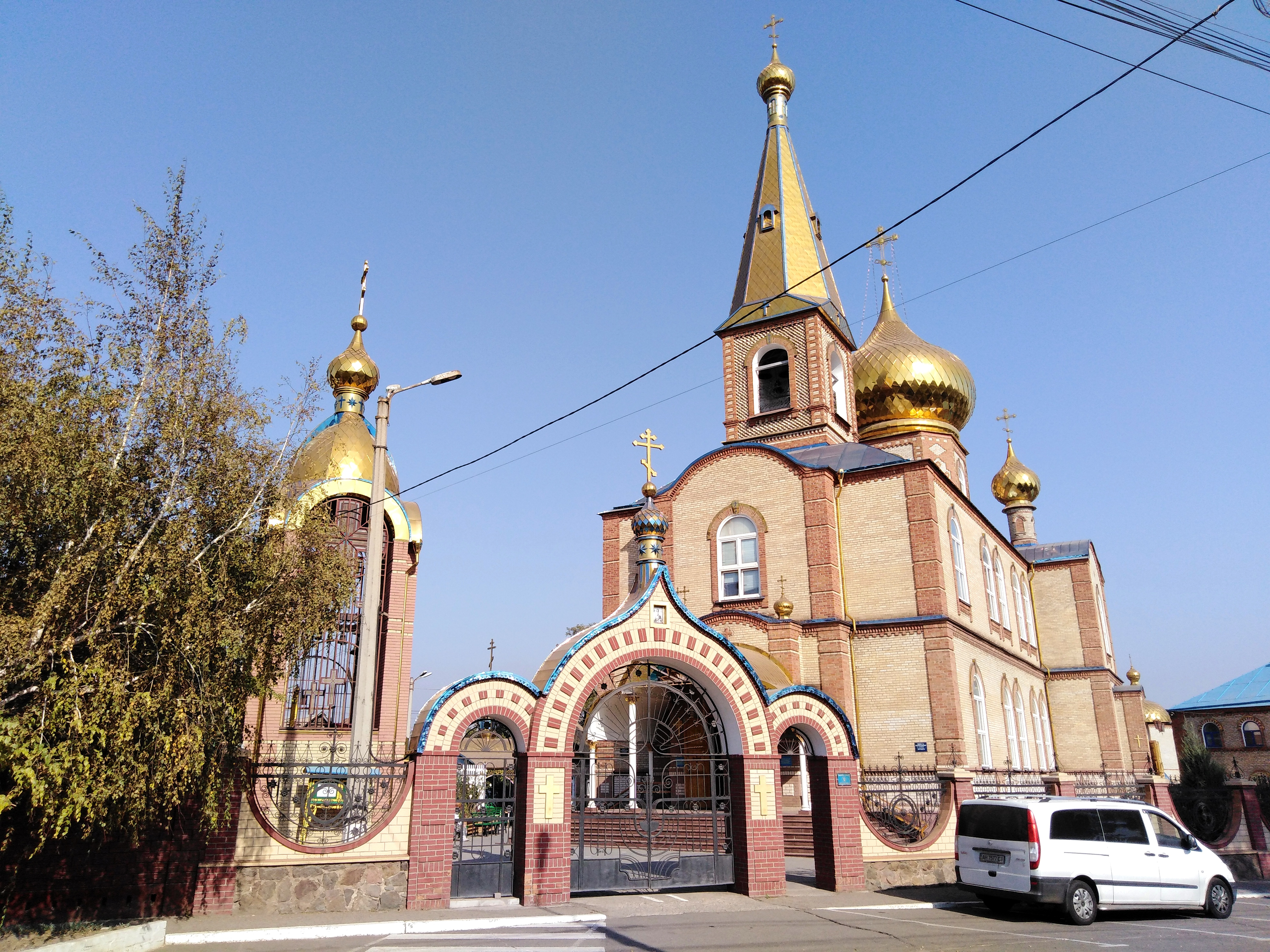
St.-Nikolaus-Kathedrale

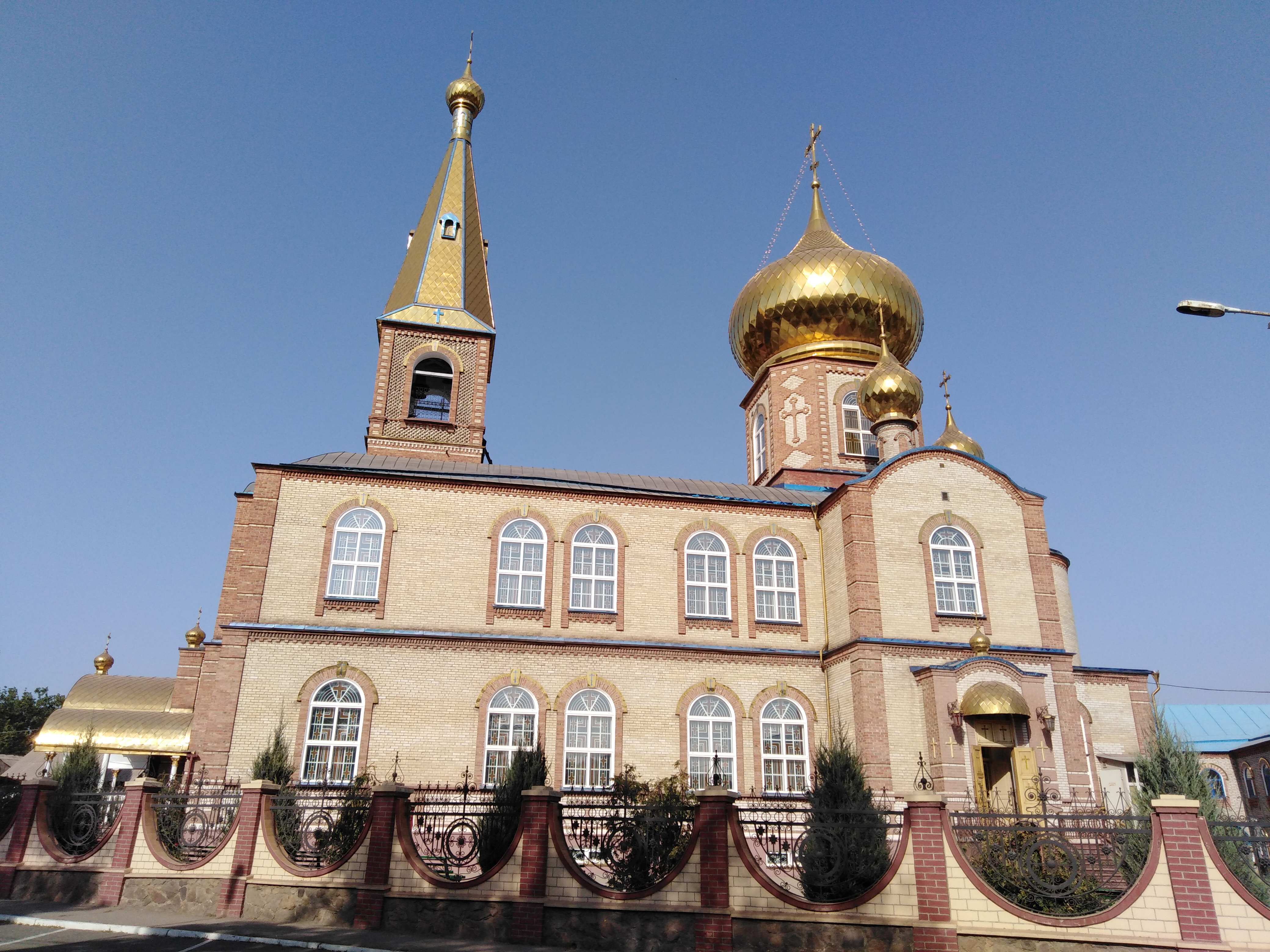
St.-Nikolaus-Kathedrale

Die St.-Nikolaus-Kathedrale (ukrainisch Свято-Микільський кафедральний собор, russisch Кафедральный собор Николая Чудотворца) ist eine Kathedrale in der Eparchie Donezk und Mariupol der Ukrainisch-Orthodoxen Kirche Moskauer Patriarchats in Mariupol.

## Geschichte
Bedingt durch die Lage am Meer gibt und gab es in Mariupol mehrere orthodoxe Nikolaus-Kirchen, da der heilige Nikolaus von Myra als Schutzpatron der Seefahrer gilt. Das Patrozinium wurde aber auch gewählt, um eine Kontinuität zu verdeutlichen, denn die erste Kathedrale der Stadt – die Kathedrale des heiligen Charalambos – soll die älteste bekannte Kirche der Stadt – die St.-Nikolaus-Kirche der Saporoger Kosaken – ersetzt haben. Zudem war das Seitenschiff jener ersten Kathedrale Nikolaus geweiht. Die St.-Nikolaus-Kathedrale hat ihren eigentlichen Ursprung im Jahr 1946, da in den 1930er Jahren alle orthodoxen Kirchen der Stadt durch die Sowjetunion zerstört wurden und erst der Niedergang der kämpfenden Gottlosen, zu denen eine eigene Union der militanten Ungläubigen der Ukraine (ukrainisch Спілка войовничих безвірників України) gehörte, Verbesserungen brachte. Bereits in den Jahren der deutschen Besatzung konnte sich im Bereich des heutigen Busbahnhofes ein orthodoxes Mariä-Himmelfahrt-Gebetshaus bilden, das aber später wieder geschlossen wurde. Die sich über dieses Gebetshaus neu formierende Gemeinde kaufte 1946 ein Grundstück in Nowosjolowka (ehemals Karasivka) und riss das dort befindliche Haus ab, um ein größeres zu errichten, das auch als St.-Nikolaus-Kirche diente. Zudem kehrten ersten Priester aus Gefängnissen und Lagern zurück, was dem Gemeindeleben weiteren Aufschwung gab. Erst im Zuge der Perestroika wurde es aber wieder möglich, eine neue Kirche zu errichten, so dass nach der erlangten Genehmigung im Jahr 1989 Baubeginn für die heutige Kathedrale war. Den Entwurf lieferten die Architekten A. D. Kljujew & N. J. Erenburg. Mit den Spenden zahlreicher Einwohner wurde eine neue Kirche im Stil russisch-orthodoxer Kirchen erbaut. Im Jahr 1991 war das neue Gotteshaus weitgehend fertiggestellt, so dass in diesem Jahr die erste Weihe erfolgte. Die zweite Weihe wird aber für den 24. Januar 1993 angegeben, nachdem die Kuppeln installiert waren. Diese erfolgte durch den Episkop von Donezk und Mariupol.

## Baubeschreibung
Als Kompromisslösung zwischen den Vorgaben verschiedener orthodoxer Kanons entstand ein Bau auf dem Grundriss eines lateinischen Kreuzes, bei dem die Kuppel auf der Vierung sitzt. Die Nebenkuppeln sind dadurch nicht regelmäßig im Viereck um die Hauptkuppel verteilt, sondern verstreut angeordnet. Anfangs waren die Kuppeln und auch der auf dem Westende des Baukörpers aufgesetzte Dachturm mit blauen Dächern versehen, die bei den Kuppeln mit blauen Sternen versehen waren. Diese Dächer wurden aber in den Jahren 2007 und 2008 durch vergoldete ersetzt. Die Südfassade wird durch sechs Fensterachsen geprägt, wobei die unter dem Dachturm und die unter der Kuppel je etwas abgerückt gestaltet sind, so dass die mittleren wie Doppelfenster wirken. An der Süd- und Westseite befinden sich Eingänge, die Ostseite wird von der Apsis dominiert.
Mit der Fertigstellung war die St.-Nikolaus-Kathedrale die größte neu erbaute Kirche der Ukraine und die größte Kirche Mariupols.

## Ausstattung
In der Kathedrale befindet sich unter anderem eine Kopie der wundertätigen Muttergottesikone „Mariupol“, Reliquien des Heiligen der Ukrainisch-Orthodoxen Kirche Moskauer Patriarchats und ehemaligen Metropoliten von Mariupol Ignatius, sowie Reliquiensplitter des heiligen Nikolaus', der Ältesten von Optina, des Heiligen der Russisch-Orthodoxen Kirche Theophan sowie des heiligen Tryphon. Die Wandgemälde, die im Winter 1993 fertiggestellt wurden, wurden ebenfalls als Kompromiss gestaltet und ignorierten daher Entwicklungen der letzten Jahrhunderte. Dafür gewann man eine Reihe von lokalen Künstlern (S. O. Barannik, A. G. Bondarenko, S. V. Ilchinsky, L. L. Yatsenyak, V. V. Lopato, A. E. Fasulaki, A. N. Vedkal), die sich an Werken des 17. Jahrhunderts sowie byzantinischer Kunst orientieren sollten.